# Assisted GPS

Composants impliqués lors de la mise à jour de l'almanach GPS à l'aide d'A-GPS et d'un réseau GSM

L’Assisted GPS, ou A-GPS, est une technique pour améliorer le positionnement par satellites. L’A-GPS a été introduit pour améliorer la réactivité du GPS, d’où son nom de « GPS assisté ».
Le système GPS repose sur une table d'éphémérides des satellites (voir l'article Global Positioning System pour plus de précision) afin de calculer la position géographique en latitude et longitude ainsi qu'en altitude d'un récepteur GPS (trois satellites minimum, le calcul du temps nécessitant l'utilisation d'un quatrième satellite). Cette table, préalable nécessaire à l'obtention d'une position, est transmise via les signaux des satellites mais souffre dans ce cas de deux défauts majeurs :
- elle est lente à télécharger car le débit de données par le signal du satellite est seulement de 50 bit/s, et si le signal du satellite est perdu durant le téléchargement il faut recommencer à partir du début [réf. souhaitée] ;
- et elle n'a une durée de vie que de quatre heures.

En conséquence, le temps pour obtenir une première position lorsque le GPS n'a pas été utilisé depuis plus de 4 heures (appelé « fix à froid ») dépend fortement de la qualité de réception des satellites et du nombre de satellites visibles. Dans des conditions optimales, il est de l'ordre d'une à deux minutes.
L'A-GPS permet de s'affranchir de cette étape en téléchargeant via Internet ou via un réseau de téléphonie mobile [réf. souhaitée] [Passage contradictoire] ces éphémérides habituellement pour une durée de quelques jours. Le premier fix à froid est donc alors bien plus rapide (en pratique, en 3  à   20 secondes selon la vitesse du réseau).
Ce système équipe la très grande majorité des PDA, des tablettes tactiles et des smartphones équipés de GPS et d'une connexion mobile GSM, UMTS ou LTE ; les éphémérides sont alors directement téléchargés via la connexion Internet du mobile (certains systèmes permettent de connecter l'appareil mobile à un ordinateur et de les télécharger via la connexion Internet de celui-ci) [réf. souhaitée].
L'A-GPS nécessite donc pour être mis à jour une connexion Internet (fixe ou mobile) [réf. nécessaire] [Passage contradictoire].

## Évolutions
Certains constructeurs de puces de réception GPS ont amélioré ce système. Le constructeur Mediatek a développé la technologie EPO (Extended Prediction Orbit) basée sur une architecture de serveurs en ligne. Elle prend en charge la prédiction de position des satellites jusqu'à 30 jours, ce qui permet d'améliorer le temps d'acquisition du premier signal GPS (TTFF). [Comment ?] [réf. souhaitée] Disponible sur de nombreux smartphones Android, le système d'exploitation télécharge par FTP régulièrement trois fichiers depuis le serveur epo.mediatek.com. Le fichier EPO.DAT contenant les données (environ 270 ko), EPO.MD5 pour vérifier l'intégrité du fichier grâce à un checksum MD5 (environ 8 ko) et le fichier LEGAL.txt contenant les informations légales d'utilisation (environ 8 ko). [réf. souhaitée]